# ایان استوارت (دونده)
ایان استوارت (انگلیسی: Ian Stewart؛ زادهٔ ۱۵ ژانویهٔ ۱۹۴۹) دونده دو استقامت، و دونده دو نیمه‌استقامت اهل بریتانیا است.